# 新庙泡
新庙泡是一个位于中国吉林省前郭尔罗斯县长山镇的湖泊，面积约为30.7平方千米，平均水深约为2米。